# Sapromyza parvula
Sapromyza parvula är en tvåvingeart som beskrevs av Blanchard 1852. Sapromyza parvula ingår i släktet Sapromyza och familjen lövflugor. Inga underarter finns listade i Catalogue of Life.